# Nano (futebolista)

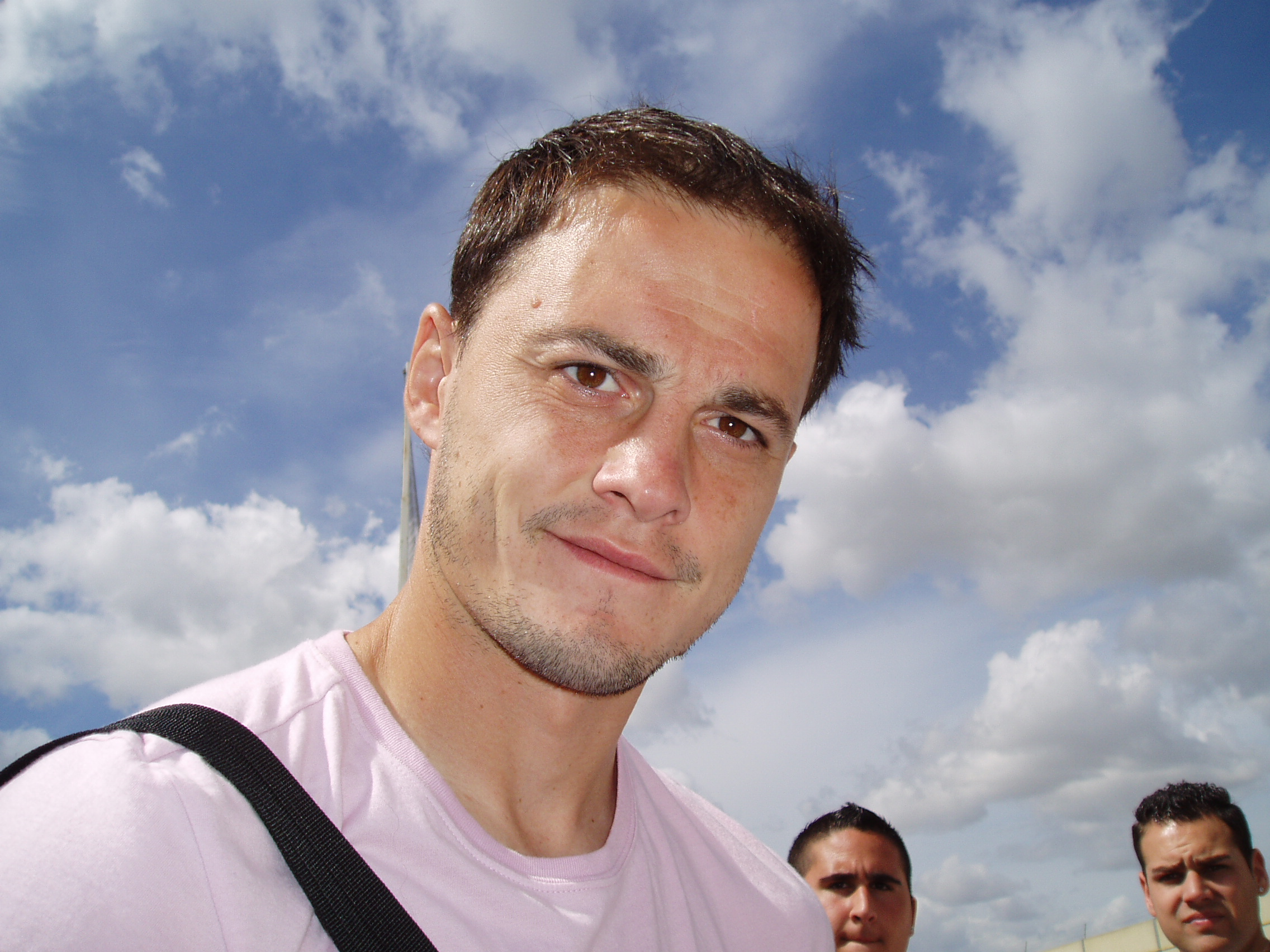
Nano

Victoriano Rivas Álvaro (Ciudad Real, 7 de julho de 1980) é um ex-futebolista e treinador espanhol que atuou na posição de zagueiro. Atualmente, está sem clube.

## Clubes
- 1998-2000: Amorós CF
- 2000-2002: Atlético Madrid B
- 2002-2005: Getafe CF
- 2005-2008: Real Betis
- 2008-2009: Real Valladolid (emp.)
- 2010–2012: Levante
- 2012–2013: Guizhou Renhe